# Дињара
Дињара је врста мушке капе и део српске народне ношње. Називала се још и кришкараили динарлија
Ова капа је нарочито била карактеристична за Подриње и помиње се у опису Ужичке ношње, током XIX века.

## Изглед и ношење
Мушка варошка ношња у многим крејевима подразумевала је ношење капе, док је у Подрињу и Ужицу поред феса ношена и капа дињара или како је још описују капа на подобије једне диње.
По неким изворима капа је могла бити плетена или скројена од црвене чохе или абе. Са горње стране била је налик фесу, али је при дну била опшивена дебелом гужвом. Помиње се да је имала сличности и са херцеговачком капом званом ћелепош.
У другим изворима ова врста ношње везује се и за традицију одевања устаника, нарочито за период Првог спрског устанка, а под другим ношена је и у доба кнеза Милоша.
Једна од ових капа се највише описује по изгледу Војводе Миленка Стојковића чији је цртеж у народној одећи, са капом дињаром, начинио Бантиш-Каменски 1808.године.